# Uitkeringsfraude
Uitkeringsfraude houdt in dat iemand door eigen toedoen of nalatigheid een uitkering (in het bijzonder een uitkering in het kader van sociale zekerheid) krijgt waar hij geen recht op heeft, of een hogere uitkering dan waar hij recht op heeft. Het te veel ontvangen bedrag (de onverschuldigde betaling) wordt in dat geval ook benadelingsbedrag genoemd.

## Terminologie
De Nederlandse Raad van State heeft de regering geadviseerd het woord fraude alleen te gebruiken in de betekenis van bedrog. De regering houdt voor sociale zekerheid echter vast aan de ruimere definitie: een verwijtbare overtreding van de inlichtingenplicht die resulteert in onverschuldigde betaling van de uitkering. Dit betreft het verstrekken van onjuiste en/of onvolledige gegevens, dan wel het verzwijgen of niet (tijdig) verstrekken van, voor de bepaling van het recht op uitkering en de duur en hoogte van de uitkering relevante gegevens, met als gevolg dat een uitkering geheel of ten dele ten onrechte wordt verstrekt. De regering gebruikt het woord fraude om aan te geven hoe ernstig zij het vergrijp vindt en om de strenge aanpak ervan te rechtvaardigen.

## Soorten fraude in Nederland
Het Ministerie van Sociale Zaken en Werkgelegenheid onderscheidt vier soorten uitkeringsfraude. Sommige vormen van fraude kunnen bij alle uitkeringen (onder meer bijstand, WW, WAO, WIA, Anw, AKW en AOW) voorkomen, andere slechts bij bepaalde uitkeringen. De vormen van fraude zijn:
- Identiteitsfraude: Iemand doet zich met behulp van een vals identiteitsbewijs als iemand anders voor. Dit kan uiteraard bij alle uitkeringen voorkomen.
- Inkomstenfraude: Iemand geeft inkomsten niet op. Dit geldt voor alle uitkeringen. Bij de AOW is alleen sprake van inkomensfraude als het eigen inkomen van een jongere partner van een AOW-gerechtigde niet wordt opgegeven, bij de AKW betreft het de eigen inkomsten van kinderen.
- Vermogensfraude: Iemand geeft (een deel van) zijn vermogen niet op. Alleen het recht op bijstand is afhankelijk van het vermogen.
- Leefvormfraude: Bij bijstand, Anw en AOW is hiervan sprake als iemand een gezamenlijke huishouding met een partner voert zonder dat te melden. De AKW kan geclaimd worden voor kinderen die iemand niet onderhoudt of die zelfs niet eens bestaan.

Als uitkeringsfraude wordt ook beschouwd het verwijtbaar niet doorgeven van wijzigingen van omstandigheden waardoor men recht heeft op een lagere uitkering of waardoor men geen recht meer heeft op de uitkering, bijvoorbeeld (meer) gaan werken, gaan samenwonen, het (meer) gaan werken van de partner, of een erfenis ontvangen.
Naast deze vormen van fraude zijn er minder voorkomende overtredingen van de regels zoals het volgen van een universitaire studie met een bijstandsuitkering.
Een ander onderscheid is tussen witte en zwarte fraude: fraude die resp. wel of niet te achterhalen is door gegevensuitwisseling of het koppelen van bestanden van o.a. gemeenten, UWV, Belastingdienst, DUO en Kadaster.
Ook wordt wel de term calculerende fraudeur gebruikt als deelcategorie.

## Controle en straffen
Uitkeringsfraudes worden opgespoord door de Sociale Inlichtingen- en Opsporingsdienst. Met name bij het opsporen van leefvormfraude zijn inbreuken op de privacy niet te vermijden. Men controleert of de bijstandsgerechtigde met anderen een gemeenschappelijk huishouden voert en dus een economische eenheid vormt .
Vroeger werden deze controle's in de volksmond tandenborstelcontroles genoemd. Het feit dat meerdere mensen in een huishouden hun tandenborstel na gebruik in hetzelfde glas zetten zou, volgens de met uitkeringsfraude belaste opsporingsdienst, een aanwijzing voor het voeren van een gemeenschappelijk huishouden kunnen zijn.
Door de Wet huisbezoeken in de sociale zekerheid is sinds 2013 huisbezoek in meer gevallen mogelijk.
Op overtreding van verplichtingen in socialezekerheidswetten, waaronder fraude, moet het UWV, respectievelijk de SVB een maatregel of een bestuurlijke boete opleggen. Het benadelingsbedrag wordt als onverschuldigde betaling teruggevorderd of verrekend met latere betalingen.
Daarnaast is strafrechtelijke vervolging mogelijk. In 2009 is met het Openbaar Ministerie afgesproken de zogenaamde aangiftegrens te stellen op € 10.000 voor zwarte fraude en € 35.000 voor witte fraude. Bij recidive binnen vijf jaar volgt eerder strafrechtelijk onderzoek, namelijk bij een benadelingsbedrag van de eerste en tweede overtreding samen van € 10.000.

### SyRI
De Wet van 9 oktober 2013 tot wijziging van de Wet structuur uitvoeringsorganisatie werk en inkomen en enige andere wetten in verband met fraudeaanpak door gegevensuitwisselingen en het effectief gebruik van binnen de overheid bekende zijnde gegevens heeft een Systeem risico indicatie (SyRI) ingevoerd.
Artikel 64, Gegevensverstrekking ten behoeve van samenwerkingsverband, van de Wet structuur uitvoeringsorganisatie werk en inkomen (SUWI) bepaalt dat ten behoeve van een integraal overheidsoptreden ten aanzien van de voorkoming en bestrijding van onrechtmatig gebruik van overheidsgelden en overheidsvoorzieningen op het terrein van de sociale zekerheid en de inkomensafhankelijke regelingen, de voorkoming en bestrijding van belasting- en premiefraude en het niet naleven van de arbeidswetten, wordt samengewerkt door onder meer de gemeenten, het UWV, de SVB en de Belastingdienst.
Artikel 65, Systeem risico indicatie (SyRI), bepaalt dat het Rijk gegevens verwerkt in het systeem risico indicatie voor het uitvoeren van risicoanalyses, voor het doen van een risicomelding over een natuurlijke persoon of rechtspersoon ten behoeve van het bovengenoemde doel. Onder risicomelding wordt verstaan de verstrekking op naam uit het systeem risico indicatie die een constatering van een verhoogd risico op onrechtmatig gebruik van overheidsgelden en overheidsvoorzieningen op het terrein van de sociale zekerheid en de inkomensafhankelijke regelingen, belasting- en premiefraude dan wel het niet naleven van de arbeidswetten door een natuurlijke persoon of rechtspersoon bevat en waarvan de risicoanalyse, die bestaat uit gegevens uit het systeem risico indicatie die in samenhang wordt gepresenteerd, onderdeel is. Risicomeldingen kunnen worden doorgegeven aan de bestuursorganen, het openbaar ministerie en de politie.
Het Besluit van 1 september 2014 tot wijziging van het Besluit SUWI in verband met regels voor fraudeaanpak door gegevensuitwisselingen en het effectief gebruik van binnen de overheid bekend zijnde gegevens met inzet van SyRI werkt dit uit in het ingevoegde Hoofdstuk 5a, SyRI van het Besluit van 20 december 2001 tot vaststelling van een algemene maatregel van bestuur ter uitvoering van de Wet structuur uitvoeringsorganisatie werk en inkomen, en in verband daarmee van enige andere socialezekerheidswetten (Besluit SUWI).
Voor verwerking in SyRI komen uitsluitend een of meer van de volgende categorieën gegevens in aanmerking:
- a. arbeidsgegevens
- b. gegevens inzake bestuursrechtelijke maatregelen en sancties
- c. fiscale gegevens
- d. gegevens roerende en onroerende goederen
- e. gegevens over uitsluitingsgronden van bijstand of uitkeringen
- f. handelsgegevens, zijnde gegevens waarmee de aard en werkzaamheden van een rechtspersoon kunnen worden vastgesteld
- g. huisvestingsgegevens, zijnde gegevens waarmee de (daadwerkelijke) verblijfs- of vestigingsplaats van een natuurlijk persoon of rechtspersoon kunnen worden vastgesteld, incl. het energie- en waterverbruik
- h. identificerende gegevens, zijnde bij een natuurlijk persoon: naam, adres, woonplaats, postadres, geboortedatum, geslacht en administratieve kenmerken en bij een rechtspersoon: naam, adres, postadres, rechtsvorm, vestigingsplaats en administratieve kenmerken
- i. inburgeringsgegevens
- j. nalevingsgegevens, zijnde gegevens waarmee de nalevingshistorie van wet- en regelgeving van een natuurlijk persoon of rechtspersoon kan worden vastgelegd
- k. onderwijsgegevens, zijnde gegevens waarmee de financiële ondersteuning ten behoeve van de bekostiging van onderwijs kan worden vastgesteld;
- l. pensioengegevens
- m. re-integratiegegevens, zijnde uitsluitend de gegevens waarmee kan worden vastgesteld of aan een persoon re-integratieverplichtingen zijn opgelegd en of deze worden nageleefd;
- n. schuldenlastgegevens
- o. uitkerings-, toeslagen- en subsidiegegevens
- p. vergunningen en ontheffingen
- q. zorgverzekeringsgegevens, zijnde uitsluitend de gegevens waarmee kan worden vastgesteld of een persoon is verzekerd voor de Zorgverzekeringswet.

Zo worden bijvoorbeeld adressen waarop uitkeringen zijn geregistreerd, vergeleken met de waterverbruikgegevens op die adressen. De aanname is dat bij een zeer laag waterverbruik op een adres (minder dan 5 m³ per jaar) sprake is van een feitelijk niet-bewoond adres en daardoor mogelijk van verzwegen samenwoning elders, met uitkeringsfraude en huurtoeslagfraude als gevolg. Aangezien een volwassen persoon gemiddeld 45 m³ water per jaar verbruikt is het aannemelijk dat er bij een zeer hoog verbruik (meer dan 70 m³) meerdere personen op het adres wonen.

### SyRI onverbindend
Op 5 februari 2020 heeft de rechtbank Den Haag uitspraak gedaan in de zaak over het Systeem Risico Indicatie (SyRI). De uitspraak merkt op dat handhaving en fraudebestrijding belangrijk is, maar dat het instrument SyRI in de huidige vorm te weinig waarborgen biedt voor privacybescherming. Specifieke bepalingen over de inzet van SyRI worden onverbindend verklaard. Dit betekent dat SyRI als middel voor handhaving niet kan worden ingezet.
SyRI is volgens de rechtbank in strijd met artikel 8 lid 2 van het Europees Verdrag voor de Rechten van de Mens (EVRM). Uit die bepaling volgt dat er een redelijke verhouding moet zijn tussen het maatschappelijk belang van een wet en de inbreuk op het privéleven door de wetgeving. Volgens de rechter is er in dit geval geen sprake van een eerlijke balans. Het ministerie van SZW gaat de uitspraak bestuderen.  De staat legde zich neer bij de uitspraak van de rechter en is er niet tegen in hoger beroep gegaan.

## Wet aanscherping handhaving en sanctiebeleid SZW-wetgeving
Op 1 januari 2013 is in werking getreden de Wet van 4 oktober 2012 tot wijziging van de wetgeving op het beleidsterrein van het ministerie van Sociale Zaken en Werkgelegenheid in het kader van de harmonisatie en aanscherping van de sanctiemogelijkheden ter versterking van de naleving en handhaving en bestrijding van misbruik en fraude (Wet aanscherping handhaving en sanctiebeleid SZW-wetgeving). De aanscherping werd door de verantwoordelijke minister verdedigd met de stelling dat "Werkende burgers moeten er op kunnen vertrouwen dat alleen die mensen die er recht op hebben een uitkering of kinderopvangtoeslag ontvangen"
Veel voorkomende vormen van fraude zijn het niet melden van betaald werk naast de uitkering, van verandering in de leefsituatie of van vermogen of bezittingen.
Hoofdlijnen van de wet:
- Uitkeringsontvangers die frauderen moeten vanaf 1 januari 2013 altijd het benadelingsbedrag terugbetalen (ook gemeenten zijn tot terugvordering weer verplicht) en krijgen daarnaast een boete van 100 procent van het benadelingsbedrag.
- Bij een herhaling is de boete 150 procent van het benadelingsbedrag, en geldt er ten aanzien van een eventueel  nog doorlopende of nieuwe uitkering geen beslagvrije voet.

Op grond van artikel 15 van de WWB bestaat alleen recht op bijstand voor zover geen beroep kan worden gedaan op een voorliggende voorziening die passend en toereikend is. In de situatie dat er formeel recht bestaat op een uitkering op grond van een werknemersverzekering of volksverzekering, maar deze uitkering niet tot uitbetaling komt doordat een bestuurlijke boete hiermee volledig wordt verrekend, is er geen sprake van een voorliggende voorziening meer, en is er dus mogelijk recht op bijstand. Voor de WWB zelf geldt geen  beslagvrije voet gedurende drie maanden.
Wanneer de inlichtingenverplichting is overtreden maar als gevolg hiervan geen benadelingsbedrag is ontstaan, bedraagt de bestuurlijke boete € 150. Wel kan het uitkeringsorgaan bij een overtreding zonder benadelingsbedrag afzien van een bestuurlijke boete en volstaan met een waarschuwing. Deze punten worden geregeld in een wijziging van het Boetebesluit socialezekerheidswetten.
Naar aanleiding van een uitspraak van de Centrale Raad van Beroep en in reactie op het onderzoek van de Nationale Ombudsman heeft de Wet van 23 augustus 2016, houdende wijziging van de socialezekerheidswetten in verband met de regeling van de bestuurlijke boete de hoogte van de boetes aangepast (en is dit vooruitlopend op de wet al toegepast). UWV, SVB en gemeenten beoordelen overtredingen nu op de ernst van de overtreding en de omstandigheden en er wordt meer rekening gehouden met de verwijtbaarheid van de ontvanger van een uitkering, vooruitlopend op een formele wetswijziging..

## Voorlichting
De campagne ‘voorkom problemen. weet hoe het zit.nl’ is een initiatief van het Ministerie van Sociale Zaken en Werkgelegenheid. Het ministerie voert deze campagne samen met de Sociale Verzekerings Bank (SVB), UWV, de Belastingdienst en gemeenten. Met deze campagne wil het ministerie mensen bewust maken van de plichten op het gebied van sociale voorzieningen, arbeidsvoorwaarden, belastingen en veilig en gezond werken. De campagne is gericht op uitkeringsgerechtigden, werknemers, werkgevers en pensioengerechtigden (AOW’ers).

## Rechtszaak
Op 29 oktober 2019 diende een rechtszaak tegen het SyRI-opsporingssysteem bij de rechtbank van Den Haag. De eisers waren een achttal organisaties waaronder het FNV en twee schrijvers Maxim Februari en Tommy Wieringa. Voorafgaande aan deze rechtsgang was de gemeente Rotterdam al gestopt met het systeem, dat disproportioneel zou zijn. De rechter verbood op 5 februari 2020 SyRI.

## Trivia
Godfried Bomans schrijft in een van zijn verhalen over zijn vader, de politicus Jan Bomans, dat deze een kast liet timmeren door een werkloze die door de achterdeur binnengelaten moest worden.